# Istota (film 2009)

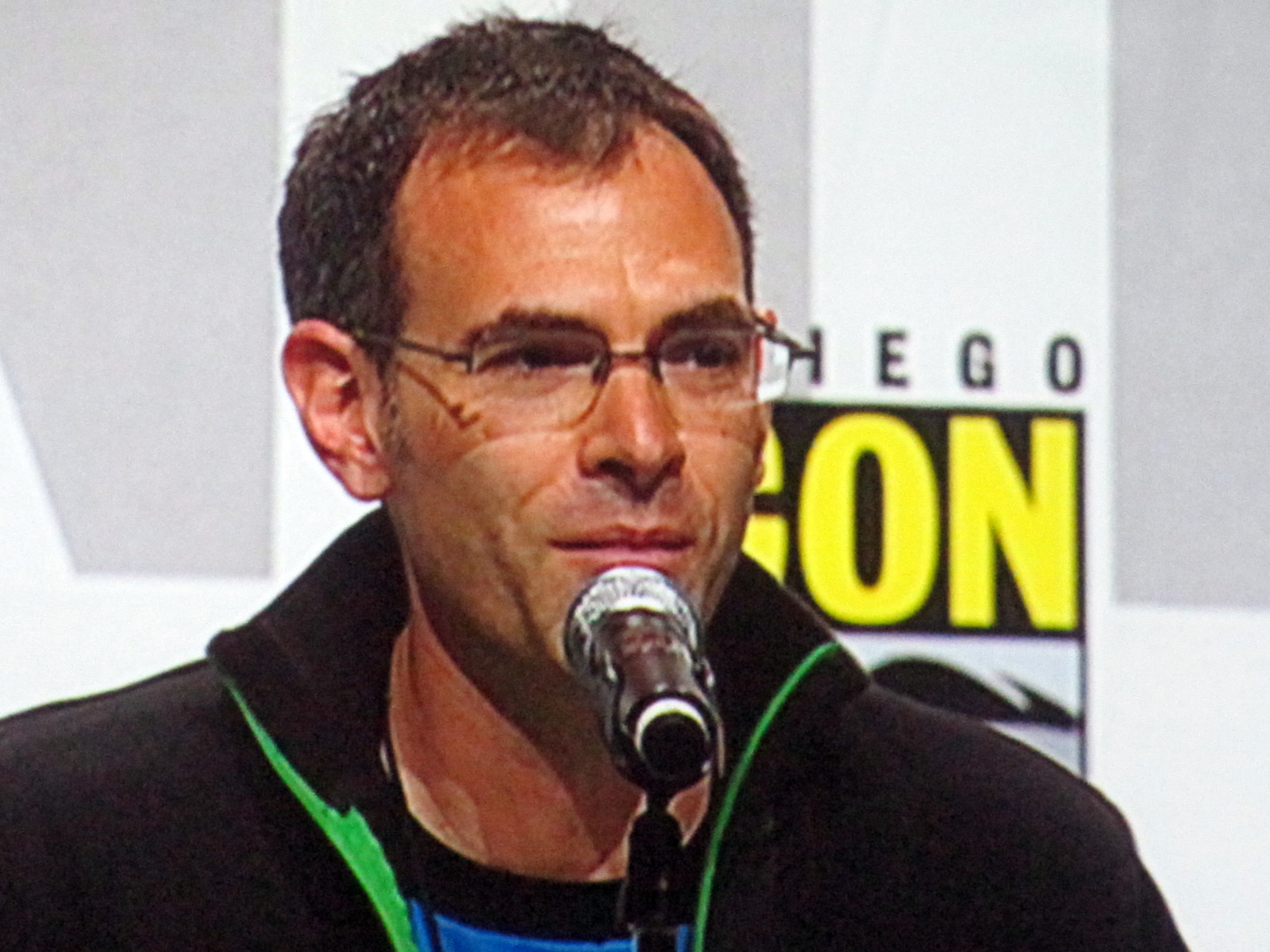
Reżyser Vincenzo Natali na San Diego Comic Con

Istota (ang. Splice) – francusko-kanadyjsko-amerykański thriller science fiction w reżyserii Vincenzo Natali z 2009 roku.

## Fabuła
Elsa i Clive to dwójka ambitnych naukowców. Razem pracują nad badaniami genetycznymi. Z racji wykonywanej pracy, często spotykają się z trudnymi pytaniami dotyczącymi etyki i kwestii prawnych. Naukowcy jednak nie poddają się przez niezręczne pytania i kontynuują swoją pracę. Pewnego dnia postanawiają połączyć DNA dwóch różnych istot. Eksperyment przebiega pomyślnie, lecz wkrótce pojawiają się poważne problemy. 

## Obsada
- Adrien Brody jako Clive
- Sarah Polley jako Elsa
- David Hewlett jako Barlow
- Amanda Brugel jako Melinda Finch
- Delphine Chaneac jako Dren
- Abigail Chu jako młoda Dren
- Brandon McGibbon jako Gavin
- Stephanie Baird jako Elsa / PD

i inni.